# Triphleba
Triphleba is een geslacht van bochelvliegen (Phoridae). De wetenschappelijke naam van het geslacht werd voor het eerst geldig gepubliceerd in 1856 door Camillo Róndani.

## Soorten
De volgende soorten zijn bij het geslacht ingedeeld:
- T. admirabilis Schmitz, 1927
- T. aequalis (Schmitz, 1919)
- T. affinis Borgmeier, 1963
- T. alpestris (Schmitz, 1921)
- T. antricola (Schmitz, 1918)
- T. apenninigena Schmitz, 1943
- T. aprilina (Schmitz, 1918)
- T. aptina (Schiner, 1853)
- T. atripalpis
- T. ausoniae Gori, 2000
- T. autumnalis (Becker, 1901)
- T. bicornuta (Strobl, 1910)
- T. bifida Schmitz, 1949
- T. bispinosa (Malloch, 1914)
- T. brevicilia
- T. brevipennis
- T. brevisetae
- T. brumalis
- T. carbonaria Borgmeier, 1963
- T. circumflexa
- T. citreiformis (Becker, 1901)
- T. collini Schmitz, 1943
- T. coniformis
- T. crassinervis (Strobl, 1910)
- T. crassineura
- T. ctenochaeta
- T. chandleri
- T. darlingtoni (Borgmeier, 1966)
- T. dentata Schmitz, 1943
- T. disparinervis (Schmitz, 1947)
- T. distinguenda (Strobl, 1892)
- T. dudai (Schmitz, 1918)
- T. ehmseni Disney & Bøggild, 2019[2]
- T. excisa (Lundbeck, 1921)
- T. extrema
- T. ferruginea Borgmeier, 1963
- T. flexipalpis Schmitz, 1927
- T. forcipata
- T. forfex
- T. forficata Borgmeier, 1963
- T. fortimana Schmitz, 1943
- T. fumipennis Borgmeier, 1963
- T. fuscithorax
- T. geniculata
- T. gilvipes Schmitz, 1943
- T. gracilipes
- T. gracilis (Wood, 1907)
- T. hentrichi Schmitz, 1934
- T. hyalinata (Meigen, 1830)
- T. hypopygialis (Schmitz, 1918)
- T. inaequalis Schmitz, 1943
- T. inopinata (Delage & Lauraire, 1970)
- T. intempesta (Schmitz, 1918)
- T. intermedia (Malloch, 1908)
- T. labida Borgmeier, 1962
- T. laticosta Borgmeier, 1962
- T. latipalpalis (Schmitz, 1924)
- T. latipalpis
- T. leptoneura Borgmeier, 1963
- T. longifurcata (Schmitz, 1922)
- T. lugubris (Meigen, 1830)
- T. luteifemorata (Wood, 1906)
- T. lyria Schmitz, 1935
- T. melaena Borgmeier, 1963
- T. microcephala (Loew, 1866)
- T. microchaeta
- T. minuta (Fabricius, 1787)
- T. nipponica
- T. nivalis Rondani, 1856
- T. novembrina
- T. nudipalpalis (Schmitz, 1922)
- T. nudipalpis (Becker, 1901)
- T. occidentalis (Brues, 1908)
- T. opaca (Meigen, 1830)
- T. orophila
- T. pachyneura (Loew, 1866)
- T. pachyneurella (Schmitz, 1919)
- T. palposa (Zetterstedt, 1848)
- T. papei Disney & Bøggild, 2019 [2]
- T. papillata (Wingate, 1906)
- T. parvifurca Borgmeier, 1863
- T. politifrons (Borgmeier, 1966)
- T. recidopennis
- T. renidens Schmitz, 1927
- T. rufithorax
- T. schistoceros
- T. schmitzi
- T. segrex
- T. setigera
- T. smithi Disney, 1982
- T. speculiclara
- T. subcompleta Schmitz, 1927
- T. subfusca (Malloch, 1912)
- T. sulcata Borgmeier, 1963
- T. tenuivena
- T. transparens (Schmitz, 1922)
- T. trinervis (Becker, 1901)
- T. truncata
- T. tumidula (Schmitz, 1918)
- T. varipes (Malloch, 1912)
- T. vitrea (Wood, 1906)
- T. vitrinervis
- T. withersi Disney, 1994
- T. zernyi Schmitz, 1927